# Ninhue
Ninhue is een gemeente in de Chileense provincie Itata in de regio Ñuble. Ninhue telde 5.213 inwoners in 2017 en heeft een oppervlakte van 401 km².